# Vuk Drašković
Vuk Drašković (Вук Драшковић), född 29 november 1946 i Međa i Žitište i Mellersta Banatet i Vojvodina i Serbien, är en serbisk politiker och författare. Han bedrev studier vid Belgrads universitet.
1989 bildade Drašković Serbiska nationella förnyelsepartiet, tillsammans med Mirko Jović och Vojislav Šešelj. Snart kom det dock till oenigheter mellan de tre och partiet sprack i tre delar. Jović kvarstod som ledare för Förnyelsepartiet, Šešelj bildade Serbiska befrielserörelsen medan Drašković grundade Serbisk nationell förnyelse. Den 14 mars 1990 gick de två sistnämnda organisationerna samman och bildade Serbiska förnyelserörelsen som Drašković fortfarande leder. Även här blev det dock splittring, Šešelj hoppade snart av och bildade eget igen.
I kommunistiska Jugoslavien arbetade Drašković som journalist för nyhetsbyrån Tanjug och skrev dessutom fyra böcker som ansågs som kontroversiella bland den kommunistiska eliten.
Drašković var utrikesminister för Serbien och Montenegro från 16 april 2004 till 4 juni 2006 och för Serbien från 5 juni 2006 till 15 maj 2007.

### Fotnoter
1. ↑  Munzinger Personen, Munzinger person-ID: 00000020797, läst: 9 oktober 2017.[källa från Wikidata]
2. ↑  Rulers: Yugoslavia: Ministries, etc., läst 2016-02-16
3. ↑  Rulers: Serbia: Ministries, etc., läst 2016-02-16